# Watusi
Pour les articles homonymes, voir Watusi (homonymie).
Le watusi, également appelé inyambo ou ankolé (du nom d'un royaume précolonial de l'actuel Ouganda), est un bovin domestique de l'Afrique de l'Est. Son nom scientifique est Bos taurus primigenius. Les pays où son élevage est le plus répandu sont l’Ouganda, le Rwanda, le Burundi, le Congo-Kinshasa, le Soudan du Sud, le Kenya et la Tanzanie.

## Origine de l'espèce
Watusi est une espèce race bovine, issue de la domestication africaine du Bos taurus primigenius comme cela est attesté pour d'autres espèces africaines du même type (muturu, namchi, n'dama).

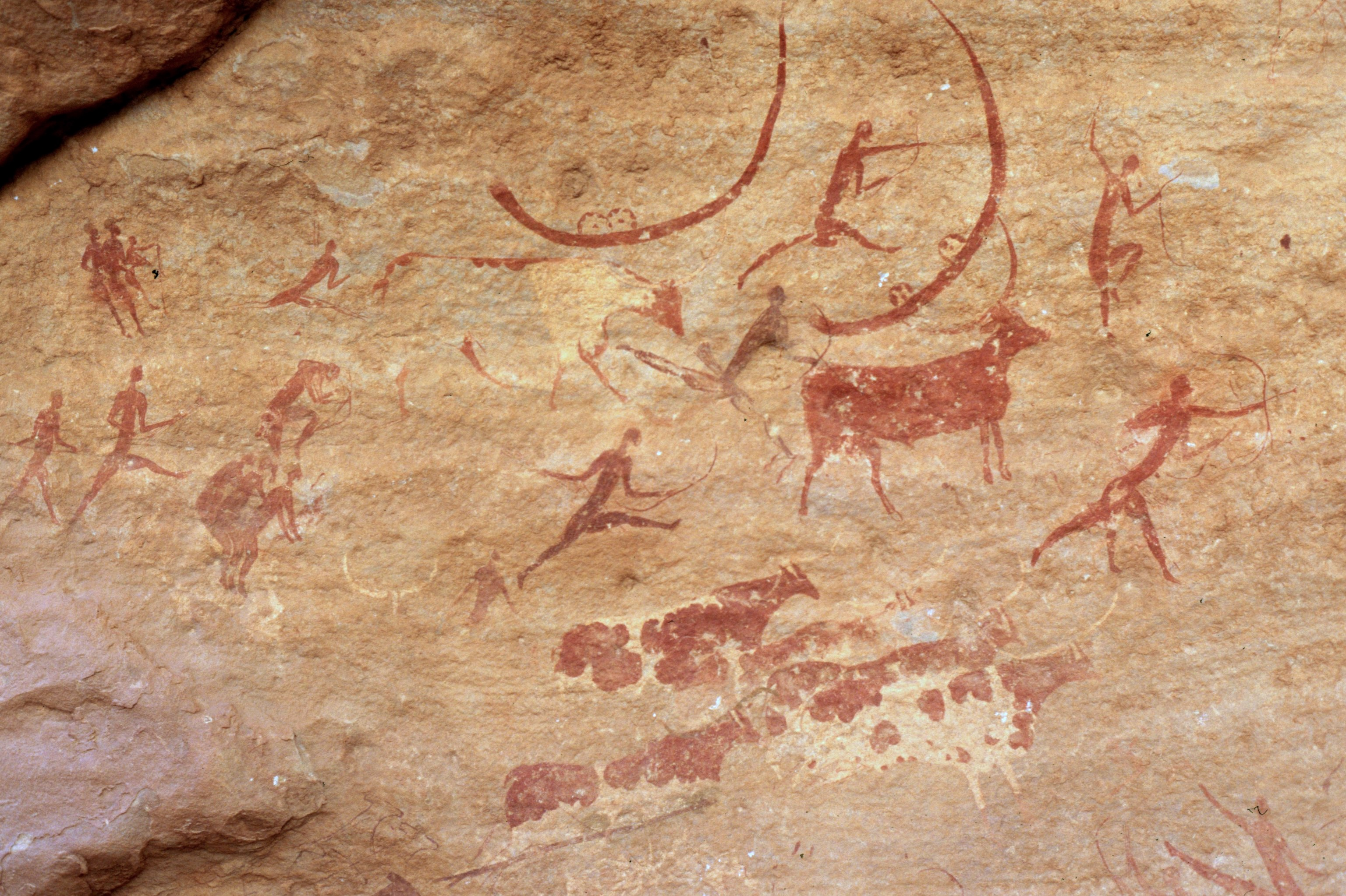
Bos taurus primigenius était chassé avant d'être élevé, mais avait déjà de longues cornes, comme le montre l'art rupestre (peintures rupestres de Jabbaren, parc culturel du Tassili, Djanet, Algérie).

## Étymologie
Watusi est un dérivé de ba-tudži (« peuple d'éleveurs » en bantou, en swahili ba'tutsi et en kinyarwanda watutsi) ; pour les éleveurs aristocrates rwandais, comme pour d'autres peuples éleveurs est-africains, ce bovidé est un animal sacré et respecté, symbole de prestige social.

## Morphologie
Le watusi porte une robe rouge à acajou, plus rarement noire, avec des taches blanches plus ou moins importantes. La dominante reste le roux. Il ressemble, morphologiquement parlant, aux grandes variétés de zébu, avec une bosse (réserve de graisse) sur le dos, mais aucun lien génétique n'a pu être démontré entre le Bos taurus domestiqué en Afrique et le zébu indien. Ses cornes, en forme d'arc, peuvent dépasser 2,5 mètres de long, taille que seul le pelorovis éteint a pu atteindre parmi les bovidés. Un adulte pèse de 500 à 800 kilogrammes en moyenne et mesure 1,50 mètre au garrot. Il peut vivre 25 ans en moyenne.
La gestation dure 280 jours, la portée ne comporte qu'un seul veau.
Il vit en troupeaux et sous ses impressionnantes cornes, il est docile et très sociable.

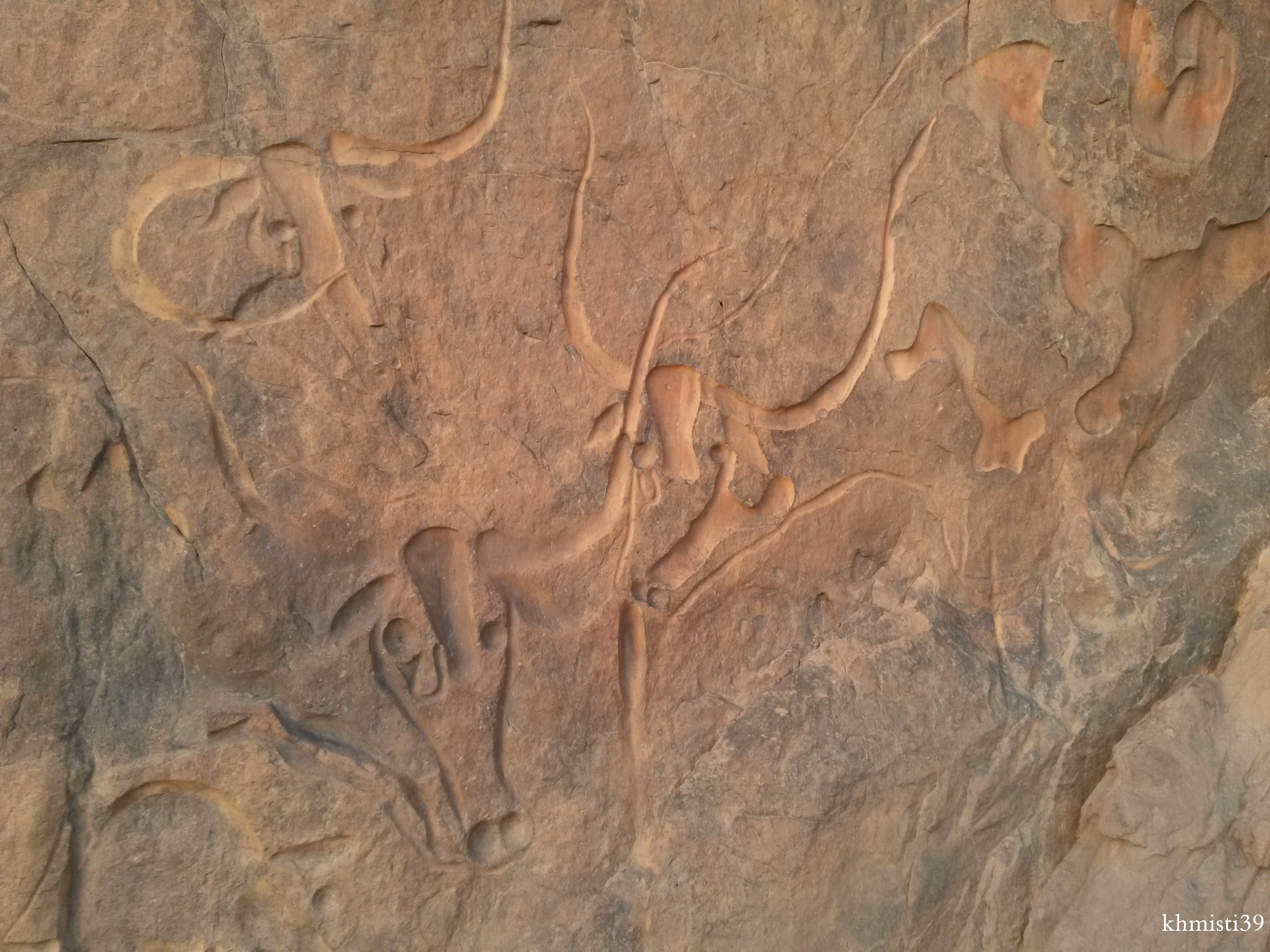
Gravure pariétale dite de « la vache qui pleure », vallée de Mathendous : peut-être les ancêtres du bétail watusi.
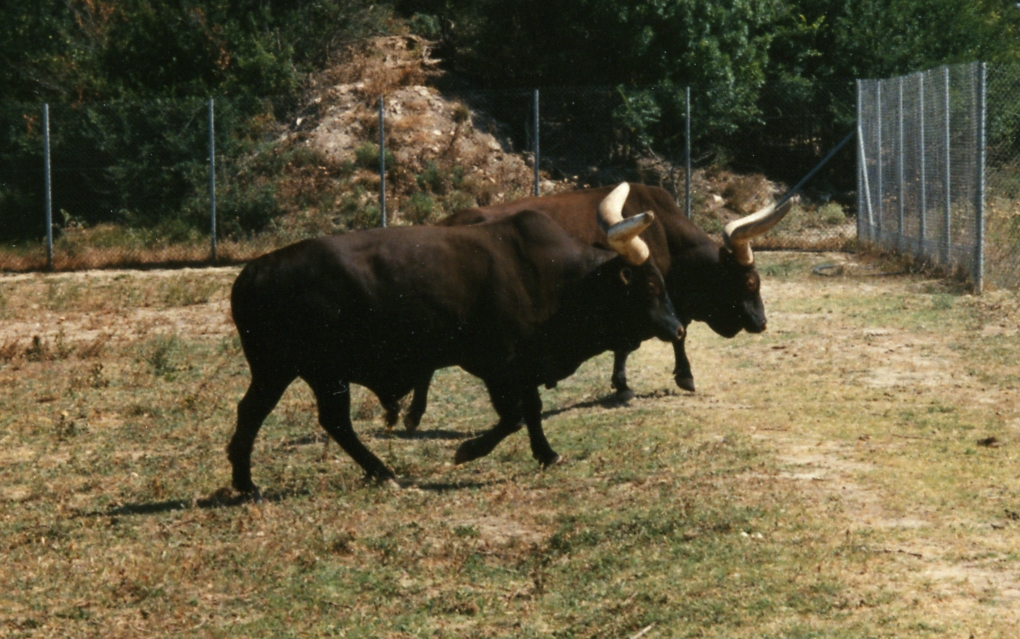
Watusi noirs à la réserve africaine de Sigean.
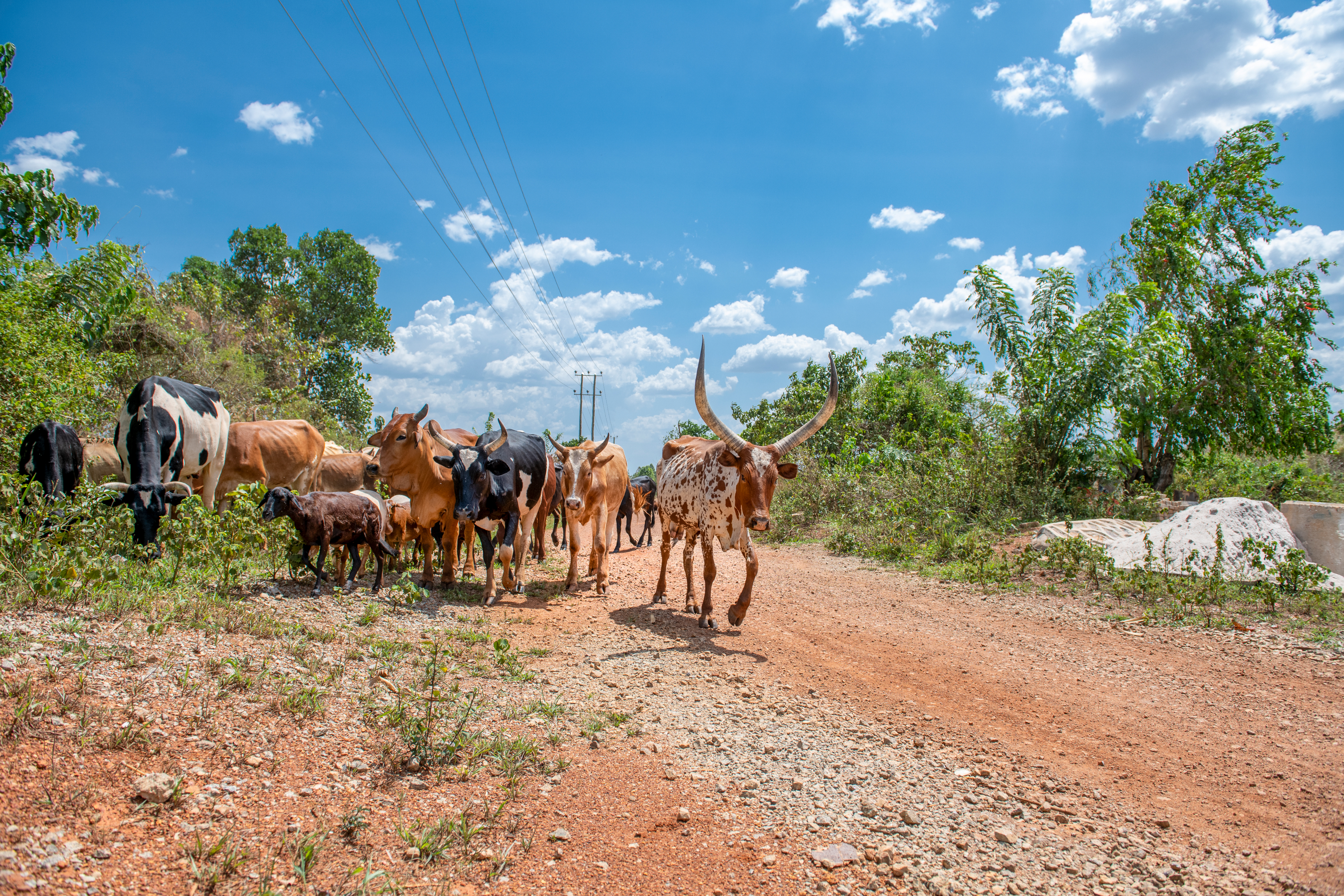
Troupeau en Ouganda.
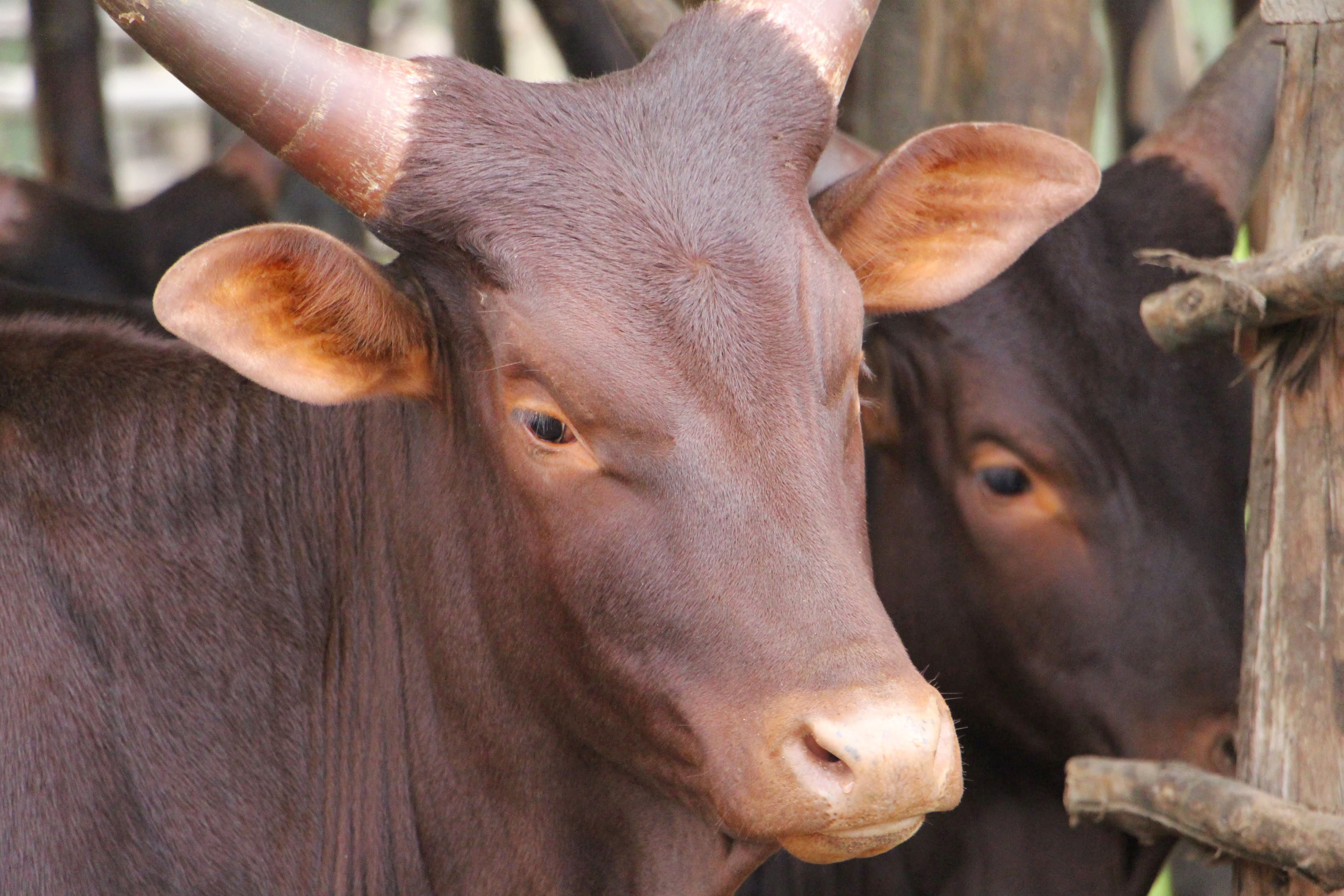
Veau Inyambo.
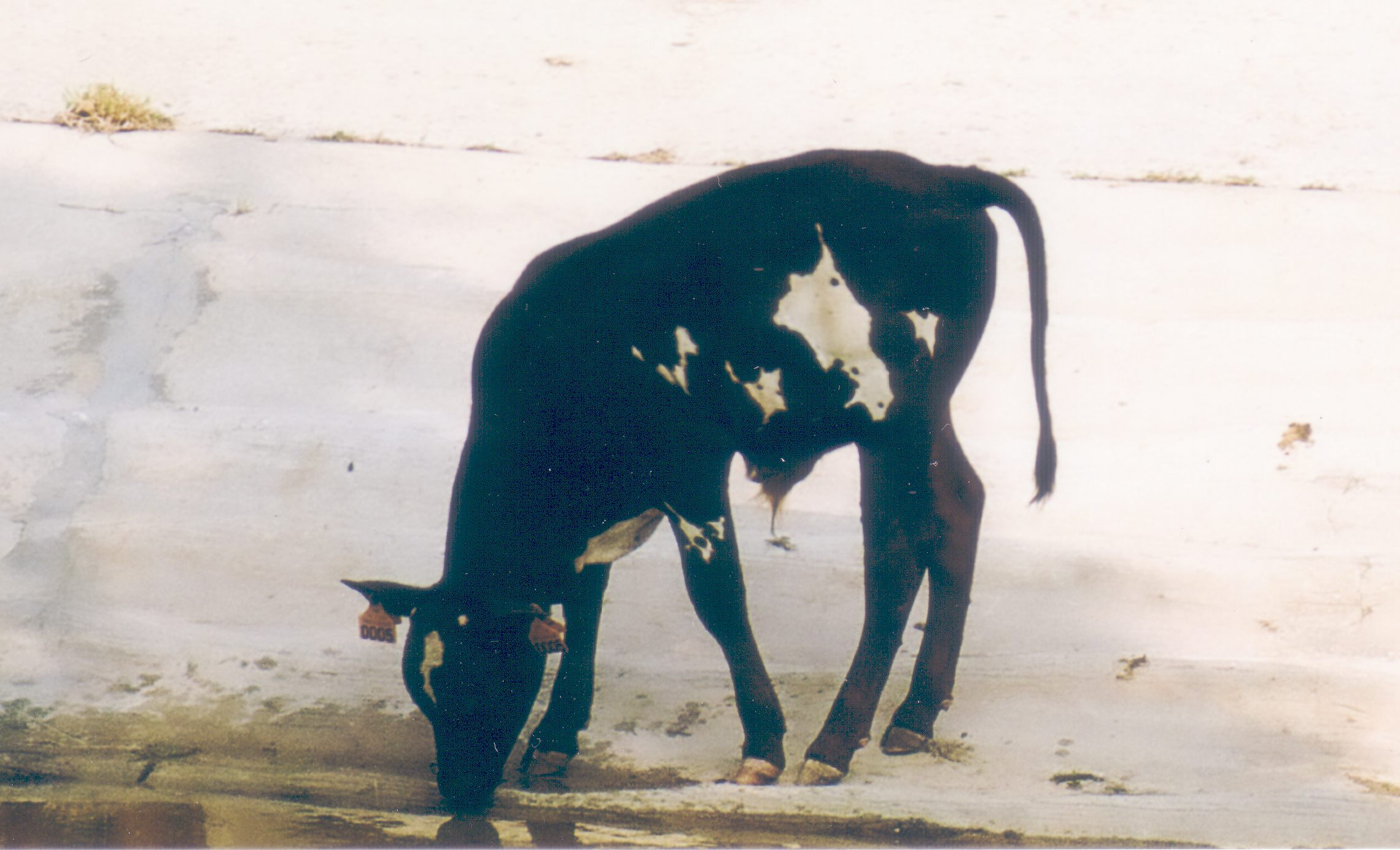
Veau de 3 mois.

## Le Watusi et l'Homme
Il est à la base de la vie quotidienne et des croyances de plusieurs peuples d'Afrique. Il fournit de nombreux produits : lait, sang (la bête n'est pas abattue mais subit des prélèvements), cuir, cornes, urine (désinfectante et utilisée en tannerie), bouse (combustible apprécié dans des pays où les forêts sont rares) et, dans des cas exceptionnels (repas rituels sacrés), viande. Mais surtout, la possession (généralement collective, par un village) d'un troupeau de watusi est un signe de puissance et de richesse : des échanges de têtes de bétail ont lieu lors de la conclusion de traités d'alliance, ou bien lors de la constitution d'une dot lors des mariages.
Cet animal, sacré pour plusieurs peuples de la région, est parfois l'objet de conflits concernant les droits de pâturages, et il est tabou de le tuer pour des raisons profanes et pragmatiques (simplement alimentaires), hors d'un cadre rituel, rare. Les ethnologues supposent qu'il s'agit de traditions issues du pastoralisme extensif de la période précoloniale, mais les sacrifices à des divinités purement africaines ont généralement disparu depuis la christianisation ou l'islamisation.
En politique, les candidats en offrent en cadeau à des communautés susceptibles de les soutenir : on parle alors de « diplomatie inyambo ».